# Serik Dshumaschev
Serik Dshumaschev – kazachski zapaśnik walczący w stylu klasycznym. Zajął szóste miejsce na igrzyskach azjatyckich w 1998. Srebrny medalista igrzysk Azji Wschodniej w 1997. Szósty w Pucharze Świata w 1997 roku.